# Малышевский, Григорий Дмитриевич
Григо́рий Дми́триевич Малыше́вский (род. 14 января 1936, Рогозов) — украинский политик, с 1990 по 1991 годы — председатель Киевского горисполкома. Лауреат Государственной премии СССР (1984).

## Биография
Григорий Малышевский одержал победу на должность председателя Киевского горисполкома не имея конкурентов (за — 167 голосов, против — 1, воздержалось — 8). 27 августа 1991 года он подал заявление об отставке в связи с ухудшением состояния здоровья, которая была удовлетворена 3 сентября 1991 года.

## Семья
Женат. Есть двое сыновей.

## Награды
- Медаль «В ознаменование 100-летия со дня рождения Владимира Ильича Ленина» (1970)
- Орден «Знак Почёта» (1971)
- Государственная премия СССР (1984)
- Орден Трудового Красного Знамени (1986)
- Заслуженный строитель УССР (1990)
- Почётный академик кадровой академии (1999)
- Орден Святого князя Владимира (2001)